# Sachertårta

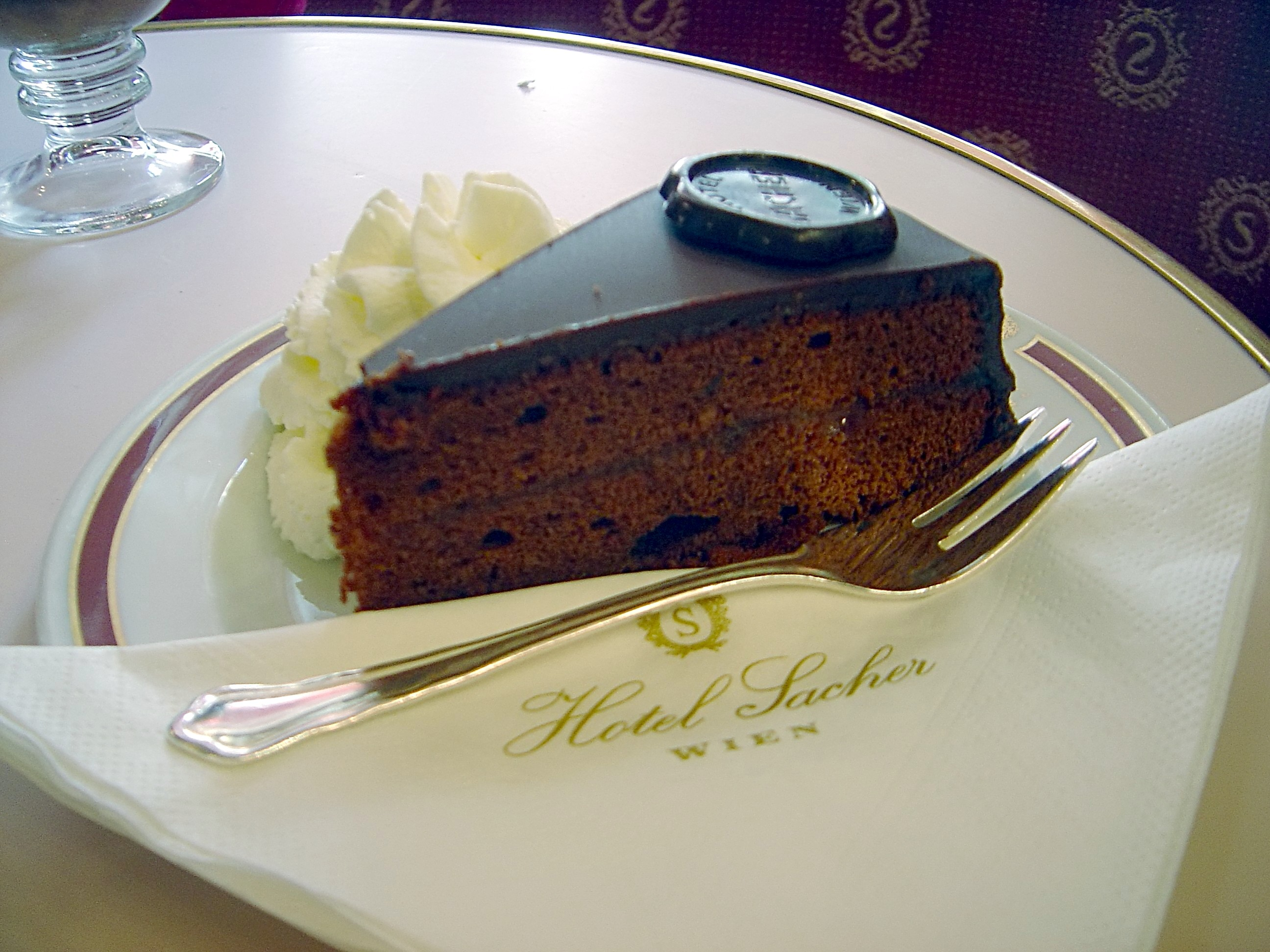
Sachertårta från Hotel Sacher, Wien.

Sachertårta (tyska: Sachertorte) är en chokladtårta med aprikosmarmelad som vanligen serveras med vispad grädde. Tårtreceptet komponerades av Klemens von Metternichs kökschef Franz Sacher (1816–1907). Hur Sachers originalrecept såg ut vet man dock inte. Senare etablerade hans son det berömda Hotel Sacher i Wien där tårtan blev en specialitet.
Ordet "sachertårta" är belagt i svenska språket sedan cirka 1960.

## Beskrivning
Tårtan består enkelt beskrivet av två täta tårtbottnar av chokladkaka med aprikosmarmelad emellan och en chokladglasyr på utsidan. Det exakta originalreceptet är dock okänt och omdiskuterat. Alternativt hålls det som hemligt av Hotel Sacher, som än idag säger sig tillverka originalet till bakverket.

## Lagring och servering
Enligt Hotel Sacher lagras tårtan bäst vid 16–18 °C. De rekommenderar att tårtan serveras med osötad vispgrädde.